# Ratchanat Aranpiroj
Ratchanat Aranpiroj (thailändisch รัชนาท อรัญไพโรจน์, * 22. Juni 1996 in Suphan Buri), auch als Chek bekannt, ist ein thailändischer Fußballspieler.

## Karriere

### Verein
Ratchanat Aranpiroj erlernte das Fußballspielen in der Jugend des Erstligisten Ratchaburi Mitr Phol. Hier unterschrieb er 2014 auch seinen ersten Profivertrag. 2015 wurde er an den Drittligisten RBAC FC ausgeliehen. Singburi Bangrajun FC, ebenfalls ein Drittligist, lieh ihn die Saison 2016 aus. 2017 wechselte er per Ausleihe zum Ligakonkurrenten Chainat Hornbill FC. Nach Beendigung der Leihe wurde er von Chainat fest verpflichtet. Nachdem Chainat Ende 2019 den Weg in die zweite Liga antreten musste, verließ er den Verein. Er unterzeichnete einen Vertrag beim Erstligisten Suphanburi FC. Am Ende der Saison 2021/22 belegte er mit dem Verein aus Suphanburi den 16. Tabellenplatz und musste somit in die zweite Liga absteigen. Für Suphanburi stand er 39-mal in der ersten Liga auf dem Spielfeld. Nach dem Abstieg verließ er den Verein und schloss sich dem Bangkoker Erstligisten Bangkok United an. 2023 wurde er mit dem Hauptstadtverein Vizemeister. Am 28. Mai 2023 stand er mit dem Verein im Finale des thailändischen Pokals. Hier unterlag man dem Erstligisten Buriram United mit 0:2. Am 5. August 2023 gewann er mit Bangkok United den thailändischen Super Cup. Das Spiel gegen den Meister Buriram United im Rajamangala Stadium gewann man mit 2:0. Nach zwei Spielzeiten, in denen er 16 Ligaspiele bestritt, wechselte er im Sommer 2024 zum ebenfalls in der ersten Liga spielenden Sukhothai FC.

### Nationalmannschaft
2018 spielte Ratchanat Aranpiroj fünfmal in der thailändischen U-23-Nationalmannschaft.

## Erfolge
Chainat Hornbill FC
- Thailändischer Zweitligameister: 2017

Bangkok United
- Thailändischer Vizemeister: 2022/23, 2023/24
- Thailändischer Pokalfinalist: 2022/23
- Thailändischer Supercup-Sieger: 2023